# Дімітріос Хасіотіс
Дімітріос Хасіотіс (27 червня 1986) — грецький плавець.
Учасник Олімпійських Ігор 2008 року.